# Coupe d'Asie de football des moins de 20 ans
La Coupe d'Asie de football des moins de 20 ans (en anglais AFC U-20 Cup) est une compétition de football organisée par la Confédération asiatique de football qui oppose les meilleures équipes nationales asiatiques des moins de 20 ans. La compétition sert également de tournoi qualificatif pour la Coupe du monde de football des moins de 20 ans organisée par la FIFA.
Jusqu'en 2020, il concernait les équipes des moins de 19 ans.

## Résultats
| Édition | Année | Vainqueur                                                                                | Score                                                                                    | Finaliste                                                                                | Troisième                                                                                |
| ------- | ----- | ---------------------------------------------------------------------------------------- | ---------------------------------------------------------------------------------------- | ---------------------------------------------------------------------------------------- | ---------------------------------------------------------------------------------------- |
| 1re     | 1959  | Corée du Sud (1)                                                                         | TTR                                                                                      | Malaisie                                                                                 | Japon                                                                                    |
| 2e      | 1960  | Corée du Sud (2)                                                                         | 4 - 0                                                                                    | Malaisie                                                                                 | Japon                                                                                    |
| 3e      | 1961  | Indonésie (1) (titre partagé) Birmanie (1) (titre partagé)                               | Indonésie (1) (titre partagé) Birmanie (1) (titre partagé)                               | Indonésie (1) (titre partagé) Birmanie (1) (titre partagé)                               | Thaïlande                                                                                |
| 4e      | 1962  | Thaïlande (1)                                                                            | 2 - 1                                                                                    | Corée du Sud                                                                             | Indonésie                                                                                |
| 5e      | 1963  | Corée du Sud (3) (titre partagé) Birmanie (2) (titre partagé)                            | Corée du Sud (3) (titre partagé) Birmanie (2) (titre partagé)                            | Corée du Sud (3) (titre partagé) Birmanie (2) (titre partagé)                            | Thaïlande Hong Kong                                                                      |
| 6e      | 1964  | Israël (1) (titre partagé) Birmanie (3) (titre partagé)                                  | Israël (1) (titre partagé) Birmanie (3) (titre partagé)                                  | Israël (1) (titre partagé) Birmanie (3) (titre partagé)                                  | Malaisie                                                                                 |
| 7e      | 1965  | Israël (2)                                                                               | 5 - 0                                                                                    | Birmanie                                                                                 | Malaisie                                                                                 |
| 8e      | 1966  | Israël (3) (titre partagé) Birmanie (4) (titre partagé)                                  | Israël (3) (titre partagé) Birmanie (4) (titre partagé)                                  | Israël (3) (titre partagé) Birmanie (4) (titre partagé)                                  | Thaïlande Taipei chinois                                                                 |
| 9e      | 1967  | Israël (4)                                                                               | 3 - 0                                                                                    | Indonésie                                                                                | Birmanie                                                                                 |
| 10e     | 1968  | Birmanie (5)                                                                             | 4 - 0                                                                                    | Malaisie                                                                                 | Israël Corée du Sud                                                                      |
| 11e     | 1969  | Thaïlande (2) (titre partagé) Birmanie (6) (titre partagé)                               | Thaïlande (2) (titre partagé) Birmanie (6) (titre partagé)                               | Thaïlande (2) (titre partagé) Birmanie (6) (titre partagé)                               | Iran                                                                                     |
| 12e     | 1970  | Birmanie (7)                                                                             | 3 - 0                                                                                    | Indonésie                                                                                | Corée du Sud                                                                             |
| 13e     | 1971  | Israël (5)                                                                               | 1 - 0                                                                                    | Corée du Sud                                                                             | Birmanie                                                                                 |
| 14e     | 1972  | Israël (6)                                                                               | 1 - 0                                                                                    | Corée du Sud                                                                             | Iran                                                                                     |
| 15e     | 1973  | Iran (1)                                                                                 | 2 - 0                                                                                    | Japon                                                                                    | Corée du Sud                                                                             |
| 16e     | 1974  | Iran (2) (titre partagé) Inde (1) (titre partagé)                                        | Iran (2) (titre partagé) Inde (1) (titre partagé)                                        | Iran (2) (titre partagé) Inde (1) (titre partagé)                                        | Corée du Sud                                                                             |
| 17e     | 1975  | Iran (3) (titre partagé) Irak (1) (titre partagé)                                        | Iran (3) (titre partagé) Irak (1) (titre partagé)                                        | Iran (3) (titre partagé) Irak (1) (titre partagé)                                        | Koweït Corée du Nord                                                                     |
| 18e     | 1976  | Iran (4) (titre partagé) Corée du Nord (1) (titre partagé)                               | Iran (4) (titre partagé) Corée du Nord (1) (titre partagé)                               | Iran (4) (titre partagé) Corée du Nord (1) (titre partagé)                               | Corée du Sud                                                                             |
| 19e     | 1977  | Irak (2)                                                                                 | 4 - 3                                                                                    | Iran                                                                                     | Bahreïn                                                                                  |
| 20e     | 1978  | Corée du Sud (4) (titre partagé) Irak (3) (titre partagé)                                | Corée du Sud (4) (titre partagé) Irak (3) (titre partagé)                                | Corée du Sud (4) (titre partagé) Irak (3) (titre partagé)                                | Koweït Corée du Nord                                                                     |
| 21e     | 1979  | Annulé en raison de problèmes avec l'entrée de l'équipe nationale sud-coréenne en Chine. | Annulé en raison de problèmes avec l'entrée de l'équipe nationale sud-coréenne en Chine. | Annulé en raison de problèmes avec l'entrée de l'équipe nationale sud-coréenne en Chine. | Annulé en raison de problèmes avec l'entrée de l'équipe nationale sud-coréenne en Chine. |
| 21e     | 1980  | Corée du Sud (5)                                                                         | TTR                                                                                      | Qatar                                                                                    | Japon                                                                                    |
| 22e     | 1982  | Corée du Sud (6)                                                                         | TTR                                                                                      | Chine                                                                                    | Irak                                                                                     |
| 23e     | 1985  | Chine (1)                                                                                | TTR                                                                                      | Arabie saoudite                                                                          | Émirats arabes unis                                                                      |
| 24e     | 1986  | Arabie saoudite (1)                                                                      | 2 - 0                                                                                    | Bahreïn                                                                                  | Corée du Nord                                                                            |
| 25e     | 1988  | Irak (4)                                                                                 | 1 - 1 (5-4)                                                                              | Syrie                                                                                    | Qatar                                                                                    |
| 26e     | 1990  | Corée du Sud (7)                                                                         | 0 - 0 (4-3)                                                                              | Corée du Nord                                                                            | Syrie                                                                                    |
| 27e     | 1992  | Arabie saoudite (2)                                                                      | 2 - 0                                                                                    | Corée du Sud                                                                             | Japon                                                                                    |
| 28e     | 1994  | Syrie (1)                                                                                | 2 - 1                                                                                    | Japon                                                                                    | Thaïlande                                                                                |
| 29e     | 1996  | Corée du Sud (8)                                                                         | 3 - 0                                                                                    | Chine                                                                                    | Émirats arabes unis                                                                      |
| 30e     | 1998  | Corée du Sud (9)                                                                         | 2 - 1                                                                                    | Japon                                                                                    | Arabie saoudite                                                                          |
| 31e     | 2000  | Irak (5)                                                                                 | 2 - 1 (ap)                                                                               | Japon                                                                                    | Chine                                                                                    |
| 32e     | 2002  | Corée du Sud (10)                                                                        | 1 - 0 (ap)                                                                               | Japon                                                                                    | Arabie saoudite                                                                          |
| 33e     | 2004  | Corée du Sud (11)                                                                        | 2 - 0                                                                                    | Chine                                                                                    | Japon                                                                                    |
| 34e     | 2006  | Corée du Nord (2)                                                                        | 1 - 1 (5-3)                                                                              | Japon                                                                                    | Corée du Sud                                                                             |
| 35e     | 2008  | Émirats arabes unis (1)                                                                  | 2 - 1                                                                                    | Ouzbékistan                                                                              | Corée du Sud Australie                                                                   |
| 36e     | 2010  | Corée du Nord (3)                                                                        | 3 - 2                                                                                    | Australie                                                                                | Corée du Sud Arabie saoudite                                                             |
| 37e     | 2012  | Corée du Sud (12)                                                                        | 1 - 1 (4-1)                                                                              | Irak                                                                                     | Ouzbékistan Australie                                                                    |
| 38e     | 2014  | Qatar (1)                                                                                | 1 - 0                                                                                    | Corée du Nord                                                                            | Ouzbékistan Birmanie                                                                     |
| 39e     | 2016  | Japon (1)                                                                                | 0 - 0 (5-3)                                                                              | Arabie saoudite                                                                          | Iran Viêt Nam                                                                            |
| 40e     | 2018  | Arabie saoudite (3)                                                                      | 2 - 1                                                                                    | Corée du Sud                                                                             | Qatar Japon                                                                              |
| 41e     | 2020  | Annulée à cause de la pandémie de Covid-19 en Asie.                                      | Annulée à cause de la pandémie de Covid-19 en Asie.                                      | Annulée à cause de la pandémie de Covid-19 en Asie.                                      | Annulée à cause de la pandémie de Covid-19 en Asie.                                      |
| 42e     | 2023  | Ouzbékistan (1)                                                                          | 1 - 0                                                                                    | Irak                                                                                     | Corée du Sud Japon                                                                       |
| 43e     | 2025  | Australie (1)                                                                            | 1 - 1 (5-4)                                                                              | Arabie saoudite                                                                          | Corée du Sud Japon                                                                       |

## Tableau récapitulatif
| Rang | Équipe              | Vainqueur | Finaliste | Troisième (ou demi-finaliste depuis 2008) | Édition(s) gagnée(s)                                                   |
| ---- | ------------------- | --------- | --------- | ----------------------------------------- | ---------------------------------------------------------------------- |
| 1    | Corée du Sud        | 12        | 5         | 9                                         | 1959, 1960, 1963, 1978, 1980, 1982, 1990, 1996, 1998, 2002, 2004, 2012 |
| 2    | Birmanie            | 7         | 1         | 3                                         | 1961, 1963, 1964, 1966, 1968, 1969, 1970                               |
| 3    | Israël              | 6         | -         | 2                                         | 1964, 1965, 1966, 1967, 1971, 1972                                     |
| 4    | Irak                | 5         | 2         | 1                                         | 1975, 1977, 1978, 1988, 2000                                           |
| 5    | Iran                | 4         | 1         | 3                                         | 1973, 1974, 1975, 1976                                                 |
| 6    | Arabie saoudite     | 3         | 3         | 3                                         | 1986, 1992, 2018                                                       |
| 6    | Corée du Nord       | 3         | 2         | 3                                         | 1976, 2006, 2010                                                       |
| 8    | Thaïlande           | 2         | -         | 4                                         | 1962, 1969                                                             |
| 9    | Japon               | 1         | 6         | 7                                         | 2016                                                                   |
| 10   | Chine               | 1         | 3         | 1                                         | 1985                                                                   |
| 11   | Indonésie           | 1         | 2         | 1                                         | 1961                                                                   |
| 12   | Qatar               | 1         | 1         | 2                                         | 2014                                                                   |
| 13   | Ouzbékistan         | 1         | 1         | 2                                         | 2023                                                                   |
| 14   | Australie           | 1         | 1         | 2                                         | 2025                                                                   |
| 15   | Syrie               | 1         | 1         | 1                                         | 1994                                                                   |
| 16   | Émirats arabes unis | 1         | -         | 2                                         | 2008                                                                   |
| 17   | Inde                | 1         | -         | -                                         | 1974                                                                   |
| 18   | Malaisie            | -         | 3         | 2                                         | -                                                                      |
| 19   | Bahreïn             | -         | 1         | 1                                         | -                                                                      |
| 20   | Koweït              | -         | -         | 2                                         | -                                                                      |
| 21   | Hong Kong           | -         | -         | 1                                         | -                                                                      |
| 21   | Taipei chinois      | -         | -         | 1                                         | -                                                                      |
| 21   | Viêt Nam            | -         | -         | 1                                         | -                                                                      |

## Sources
- (en) Site officiel de l'AFC sur the-afc.com
- (en) Asian U-19/U-20 Championship sur rsssf.com